# Microlissa
Microlissa is een geslacht van kreeftachtigen uit de klasse van de Malacostraca (hogere kreeftachtigen).

## Soorten
- Microlissa aurivilliusi (Rathbun, 1898)
- Microlissa bicarinata (Aurivillius, 1889)
- Microlissa brasiliensis (Rathbun, 1924)
- Microlissa longirostris (Pretzmann, 1961)
- Microlissa tuberosa (Rathbun, 1898)